# Be aware and share
Pour les articles homonymes, voir Baas (homonymie).
Be aware and share (en français « Sois conscient-e et partage », BAAS) est une organisation humanitaire suisse fondée en 2015 dans le contexte de la Crise migratoire en Europe, ainsi qu'un documentaire de 2016.

## Organisation
Le travail de charité de BAAS décrit dans le film (voir ci-dessous) a été fondé à Bâle, en Suisse, en 2015 par le travailleur social Bastian Seelhofer et ses collègues. Le domaine opérationnel de l'agence de secours est actuellement la Suisse et la Grèce.
Lorsque la crise des réfugiés s'est intensifiée à l'été 2015, l'équipe de Seelhofer a décidé de transporter des fournitures de secours à la frontière hongro-croate. En outre, il y avait des déploiements pour des réfugiés échoués sur l'île grecque de Chios, à quelques kilomètres de la côte égéenne turque. Là, l'équipe de Be aware et share s'est installée, Seelhofer a démissionné de son poste de jeune travailleur en Suisse et s'est consacré désormais au projet humanitaire.
En mai 2016, BAAS a fondé une école à Chios. L'ONG a appelé à l'initiative de l'UNESCO Education Can not Wait. Grâce à des dons recueillis en Suisse et par le bénévolat, elle offre à plusieurs dizaines d'enfants et de jeunes réfugiés une journée scolaire structurée avec au moins deux leçons par jour. Les enseignants, principalement les réfugiés eux-mêmes, enseignent les langues (principalement l'anglais et les langues autochtones des réfugiés, par exemple l'arabe) et les mathématiques, entre autres choses. L'organisme de bienfaisance travaille avec d'autres organisations et est soutenu financièrement par des organisations de secours majeures telles que le Norwegian Refugee Council.

## Film
Pour plus de détails, voir Fiche technique et Distribution.
Le cinéaste suisse-iranien Omid Taslimi, avec Lasse Linder, a réalisé un documentaire sur un voyage de BAAS mené à la frontière croate-hongroise à Botovo (Drnje) en octobre 2015. Le film montre comment le projet s'est produit : la collecte de vêtements au début, la surprise du grand intérêt par la population suisse, la fondation de l'association, un concert de charité avec Collie Herb, La Nefera et d'autres musiciens régionaux. Il est rapporté sur les problèmes logistiques et la façon dont l'équipe se déplace en camionnette en Croatie. On montre comment les assistants suisses trouvent enfin des alliés croates et, avec eux, à la gare frontalière de Botovo, donnent aux réfugiés qui sortent du train et traversent la frontière en Hongrie, de la nourriture et des vêtements.
Outre les enregistrements de situation, le film comprend plusieurs entretiens courts avec les membres de l'équipe, les autres participants (par exemple, les membres de l'organisme d'aide bernois Cibera) et le correspondant de l'ORF, Christian Wehrschütz. En général, Taslimi a fortement concentré le film sur la motivation des militants. Le film a été diffusé dans différents cinémas suisses.